# Place royale (émission de télévision)
Pour les articles homonymes, voir Place Royale.
Place royale est une émission de télévision belge hebdomadaire créée le 10 septembre 1994 par la journaliste belge Anne Quevrin et diffusée chaque samedi RTL-TVI. Elle propose chaque samedi soir une revue de l'actualité des têtes couronnées dans les grandes monarchies, en Belgique et à l'étranger. Elle est présentée par Alix Battard

## Historique
À la suite de différends avec la direction de la chaîne en mai 2010, c'est Thomas de Bergeyck qui présente l'émission après le licenciement d'Anne Quevrin. 

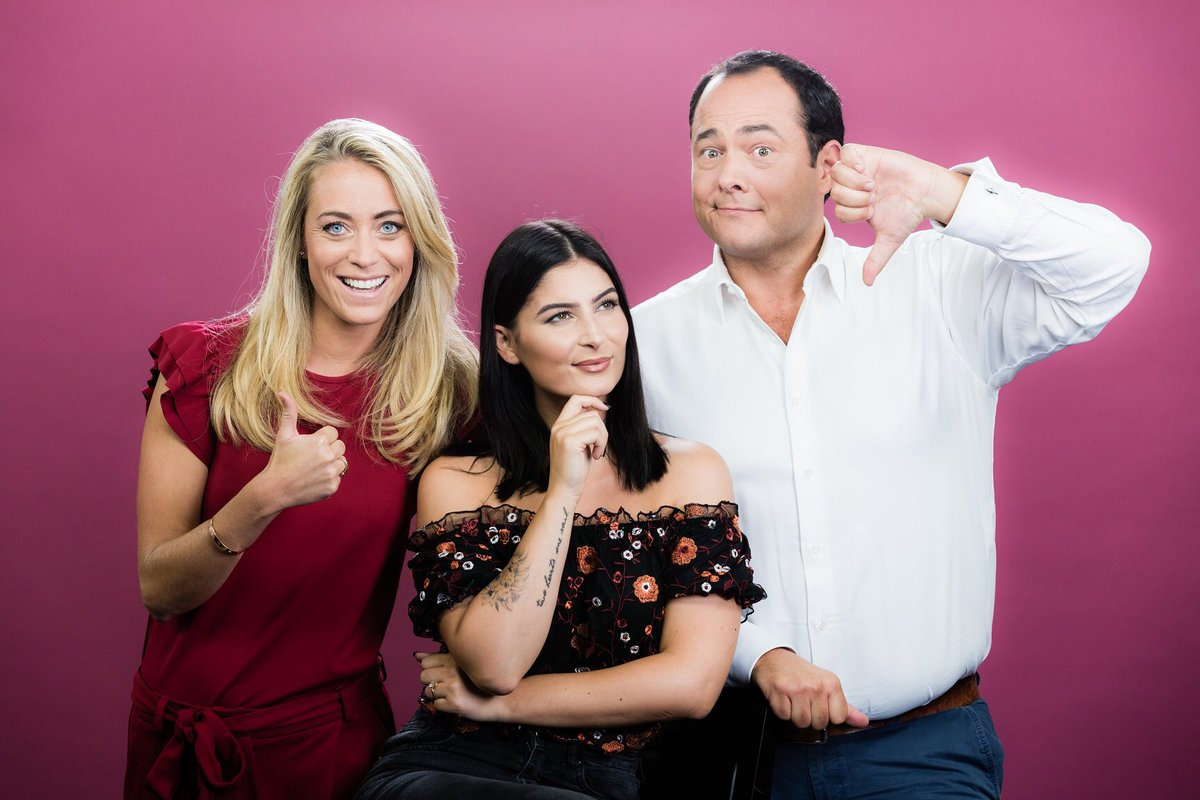
L'équipe de l'émission en 2017

À partir du 19 mars 2016, Thomas de Bergeyck présente Place Royale en duo avec Émilie Dupuis. En septembre 2017, Lufy a intégré l'équipe en tant que chroniqueuse où elle donne ses "top" et "flop" de la famille royale.
En 2018, RTL TVI annonce mettre fin à l’émission. L’émission réapparait cependant sur RTL TVI pour 3 numéros exceptionnels, en 2021. Ils sont présentés par Laura Beynes et Thomas de Bergeyck,,.
De septembre 2020 à juin 2022, l’émission fait son retour dans une version radiophonique sur Bel RTL, avec Thomas de Bergeyck à la présentation. Pendant la saison 2022/2023, l’émission est déclinée sous la forme d’une chronique le samedi matin sur Bel RTL, présenté par Thomas de Bergeyck.
Du 20 janvier au 4 mai 2024, l’émission fait son retour sur RTL TVI le samedi à 19h50 pour 15 émissions (sauf le 20 avril  en raison de la soirée de clôture du Télévie). Alix Battard présente l’émission, Bérénice Bourgueil est chargé de la voix-off,.  L'émission est de retour dès septembre 2024.